# Ginger e Fred
Ginger e Fred è un film del 1986 diretto da Federico Fellini con Giulietta Masina e Marcello Mastroianni.

## Trama
Amelia Bonetti e Pippo Botticella in arte Ginger e Fred sono due attempati ballerini di tip-tap, ormai da molto tempo fuori dal giro. Ginger e Fred vengono coinvolti in una sorta di "operazione nostalgia", per la serata di Natale da una TV privata di proprietà dell'onnipresente "cavalier Fulvio Lombardoni" (allusione a Silvio Berlusconi). Ma si capisce subito che al centro della scena stanno in realtà la figura del presentatore e la pubblicità.
Mentre Amelia è diventata una signora borghese benestante, vedova, proprietaria di una piccola azienda, ancora in forma, Pippo appare in situazione più precaria: bisognoso di soldi, ha problemi con l'alcool e non sembra in buona salute. Si saprà pure che, dopo aver sciolto la coppia con Ginger, era stato ricoverato per un periodo in un manicomio. La donna, che era ansiosa di rivedere finalmente il vecchio compagno, appare preoccupata per le sue condizioni. Pippo, che ha un atteggiamento da contestatore, vorrebbe alla fine del loro numero fare un intervento fuori programma molto critico sull'attuale società, ma poi rinuncia all'idea.
Quando i due vengono chiamati sul palco si verifica un blackout che interrompe il loro numero. Fred, confabulando con Ginger sull'insensatezza della loro presenza al programma, la convince ad andarsene dal palco insieme a lui durante il blackout. Pippo rivolge un gestaccio agli spettatori ma proprio in quel momento torna la luce; i due sono pertanto costretti a riprendere il loro numero di ballo, che terminerà con molta fatica da parte di Fred: alla fine riceveranno un tiepido applauso. Quando si congedano, Amelia presta soldi a Pippo e l'invita a venirla a trovare. Ma la sensazione è che non si rivedranno mai più.

## Colonna sonora
Ginger e Fred segna l'inizio della collaborazione tra Fellini e Nicola Piovani, collaborazione che il regista volle proseguire per tutte le sue opere successive. Oltre al commento musicale inedito, il film contiene quattro brani tratti da film interpretati dai veri Ginger Rogers e Fred Astaire, che fanno da sottofondo al numero di ballo della coppia Amalia-Pippo: The Continental (da Cerco il mio amore), Cheek to Cheek e Top Hat, White Tie and Tails (da Cappello a cilindro), Let's Face the Music and Dance (da Seguendo la flotta).

## Accoglienza
Il film fu il primo di Fellini a debuttare all'estero anziché in Italia: in occasione del cinquantenario della Cinemathèque Française, la prima mondiale ebbe luogo in una serata di gala al Palais de Chaillot a Parigi il 13 gennaio 1986; la presentazione italiana avvenne il 21 gennaio al Teatro Sistina di Roma, con la distribuzione nelle sale a partire dal giorno successivo. In febbraio venne poi proiettato, fuori concorso, al Festival di Berlino 1986.

## Controversie
L'iniziale buona accoglienza del film negli Stati Uniti fu attenuata da una causa civile che la vera Ginger Rogers intentò contro il distributore americano della pellicola. Il motivo addotto per tale denuncia fu che l'attrice si sentiva lesa nel suo diritto alla privacy, lamentandosi che il film italiano la dipingeva sotto una falsa luce. La causa si risolse con una completa assoluzione della casa di distribuzione e la corte d'appello statunitense, nel rigettare le accuse di violazione, affermò che Federico Fellini aveva il diritto di esercitare la propria espressione artistica. Al contrario Fred Astaire, che morì poco più di un anno dopo l'uscita nelle sale americane del film, non prese parte alla contesa giudiziaria.

## Riconoscimenti
- 1987 - Golden Globe
  - Candidatura Miglior film straniero (Italia)
- 1987 - Premio BAFTA
  - Candidatura Miglior film straniero (Italia)
- 1986 - David di Donatello
  - Miglior attore protagonista a Marcello Mastroianni
  - Miglior colonna sonora a Nicola Piovani
  - Migliori costumi a Danilo Donati
  - David René Clair a Federico Fellini
  - Candidatura Miglior film a Federico Fellini e Alberto Grimaldi
  - Candidatura Miglior regista a Federico Fellini
  - Candidatura Migliore sceneggiatura a Federico Fellini, Tonino Guerra e Tullio Pinelli
  - Candidatura Miglior produttore a Alberto Grimaldi
  - Candidatura Miglior attrice protagonista a Giulietta Masina
  - Candidatura Miglior attore non protagonista a Franco Fabrizi
  - Candidatura Migliore fotografia a Tonino Delli Colli e Ennio Guarnieri
  - Candidatura Migliore scenografia a Dante Ferretti
  - Candidatura Miglior montaggio a Nino Baragli
- 1986 - Globi d'oro
  - Miglior film a Federico Fellini e Alberto Grimaldi
  - Miglior attore protagonista a Marcello Mastroianni
  - Miglior attrice protagonista a Giulietta Masina
- 1986 - Nastro d'argento
  - Miglior attore protagonista a Marcello Mastroianni
  - Miglior attrice protagonista a Giulietta Masina
  - Miglior scenografia a Dante Ferretti
  - Migliori costumi a Danilo Donati
  - Nomination Regista del miglior film a Federico Fellini
  - Candidatura Miglior produttore a Alberto Grimaldi
  - Candidatura Miglior attore non protagonista a Franco Fabrizi
  - Candidatura Migliore fotografia a Tonino Delli Colli e Ennio Guarnieri
  - Candidatura Migliore colonna sonora a Nicola Piovani
- 1987 - Sant Jordi Award
  - Miglior attore straniero a Marcello Mastroianni
- 1986 - Ciak d'oro
  - Miglior attore non protagonista a Franco Fabrizi[3]
  - Migliore scenografia a Dante Ferretti[3]
  - Migliore montaggio a Nino Baragli, Ugo De Rossi e Ruggero Mastroianni[3]
  - Migliori costumi a Danilo Donati[3]
  - Migliore colonna sonora a Nicola Piovani[3]
  - Candidatura migliore sceneggiatura a Federico Fellini, Tonino Guerra e Tullio Pinelli
  - Candidatura migliore fotografia a Tonino Delli Colli ed Ennio Guarnieri